# Tadeusz Wasilewski (1795–1850)
Tadeusz Wasilewski (Chochlik-Wasilewski) herbu Drzewica (ur. 19 sierpnia 1795 we wsi Artasów, zm. 1 maja 1850 we wsi Juśkowice k. Złoczowa) – ziemianin, od 1817 r., poseł, a od 1830 r. wicemarszałek Stanów Galicyjskich. Jeden z pionierów pracy organicznej w Galicji, wielki orędownik i działacz na rzecz uwłaszczenia chłopów. W 1843 r. jako jeden z pierwszych w Galicji podjął eksperyment zniesienia pańszczyzny na swoich ziemiach.

## Życiorys
Pochodził z niezamożnej rodziny szlachty zaściankowej wschodniej Galicji. Artasów, rodzinną wieś Tadeusza, ojciec Jan Wasilewski, dzierżawił wówczas od brata ciotecznego Uruskiego. Po zakupie wsi Kniaże k. Złoczowa, rodzina Wasilewskich przeniosła się tam na stałe.
Absolwent Uniwersytetu Lwowskiego, autor licznych rozpraw na temat ówczesnej sytuacji najniższych warstw społecznych, m.in. „Dzieje ludu wiejskiego w Polszcze”. Zasłużył się jako działacz na rzecz budowy szkolnictwa polskiego na kresach czerwieńskich, a przede wszystkim walką o uwłaszczenie galicyjskich chłopów. W 1843 r, jako jeden z pierwszych w Galicji, wprowadził w należących do niego Juśkowicach, eksperymentalny projekt zniesienia pańszczyzny. Podczas posiedzenia sesji sejmowej Stanów galicyjskich w roku1843 wniósł formalny wniosek w sprawie utworzenia komisji, mającej przygotować podstawy prawne uwłaszczenia (poparty stosunkiem głosów 86 do 15). Jednak nadanie ziemi chłopom na własność w zaborze austriackim przeprowadzono dopiero w 1848 r.
Po śmierci wicemarszałka, jego syn Tadeusz przekazał do Ossolineum wszystkie prace i korespondencje ojca. Listy do ossolińskiego kuratora Henryka Lubomirskiego, zostały włączone do inwentarza autografów.
Wspomnienie i charakterystykę Tadeusza Wasilewskiego, zawarła w swoich Pismach, jego córka, publicystka i pedagog, Felicja Boberska.

## Rodzina
Żoną Tadeusza Wasilewskiego była Antonina Radwańska, z którą miał troje dzieci. Córka, Felicja Boberska (1825 – 1889), była znaną działaczką oświatową, żoną Alojzego Boberskiego.  Syn, Tadeusz (Chochlik-Wasilewski) herbu Drzewica (1835–1897), był posłem na Sejm Krajowy Galicji a drugi syn Wojciech, właścicielem wsi Siemuszowa w powiecie sanockim.